# Благодаровська сільська рада
Благода́ровська сільська рада (рос. Благодаровский сельский совет) — сільське поселення у складі Бугурусланського району Оренбурзької області Росії.
Адміністративний центр — село Благодаровка.

## Населення
Населення — 1008 осіб (2019; 1115 в 2010, 1152 у 2002).

## Склад
До складу сільської ради входять:
| Населений пункт     | Населення, осіб (2002) | Населення, осіб (2010) |
| ------------------- | ---------------------- | ---------------------- |
| Алга, селище        | 62                     | 49                     |
| Благодаровка, село  | 711                    | 729                    |
| Карповка, присілок  | 46                     | 55                     |
| Передовка, присілок | 98                     | 80                     |
| Пчолка, селище      | 78                     | 51                     |
| Саловка, присілок   | 135                    | 135                    |
| Юлдуз, селище       | 22                     | 16                     |